# 円福寺 (宮崎県高鍋町)
圓福寺（えんふくじ）は、宮崎県高鍋町南高鍋にある浄土宗寺院。本尊は阿弥陀如来。

## 歴史
応永年中に土持氏により時宗寺院として創建されたとされる。開山は久意。中興の10世住職の正誉により時宗から浄土宗に改宗。

江戸時代は高鍋藩主家秋月氏より、お目見えと御盃の待遇が許可される。寺領は寛永15年（1638年）の『高鍋藩給人帳』に10石、『貞享三年高鍋藩寺社帳』（1686年）に15石とある。